# Wasserkruger Moor und Willes Heide
Wasserkruger Moor und Willes Heide este o arie protejată (arie specială de conservare — SAC, sit de importanță comunitară — SCI) din Germania întinsă pe o suprafață de 56,73 ha, integral pe uscat.

## Localizare
Centrul sitului Wasserkruger Moor und Willes Heide este situat la coordonatele 53°39′56″N 9°21′19″E / 53.6656°N 9.3553°E.

## Înființare
Situl Wasserkruger Moor und Willes Heide a fost declarat sit de importanță comunitară în ianuarie 2005 pentru a proteja un număr necunoscut de specii din flora spontană și fauna sălbatică aflate în arealul zonei. Situl a fost protejat și ca arie specială de conservare în februarie 2017.

## Biodiversitate
Situată în ecoregiunea atlantică, aria protejată conține 3 habitate naturale: Turbării active, Mlaștini oligotrofe degradate, capabile încă de regenerare naturală, Mlaștini împădurite.
La baza desemnării sitului se află un număr nedeclarat de specii protejate.